# Cris-Tim
Cris-Tim este o companie producătoare de mezeluri din România, înființată în anul 1992.
În anul 2008, compania deținea o cotă de piață de 17-18%.
Grupul Cris-Tim este format din companiile Recunoștința, Cristim 2 Prod Com (producție), Impex Cris-Tim (magazine proprii și catering), Eco-Ferme (ferme vegetale și zootehnice) și Sensconstruct (dezvoltare imobiliară și construcții).
Grupul a avut o cifră de afaceri de 180 milioane Euro în anul 2006.
Mezelurile Cris-Tim sunt produse în patru fabrici specializate, amplasate în localitatea Filipeștii de Pădure.
Număr de angajați în 2009: 2.000

## Istoric
În anul 2010 grupul a deschis 33 de magazine de proximitate sub brandul CrisTim.